# Santiago Fillol
Santiago Fillol (Córdoba, Argentina, 1977) es un director y guionista de cine argentino. Cursó la carrera de Filosofía y letras en la Universidad Nacional de Córdoba, Argentina, y se doctoró en Comunicación audiovisual en la Universidad Pompeu Fabra de Barcelona, en la cual también es docente. Saltó a la fama en 2019 cuando -como guionista de la película Lo que arde, junto a Óliver Laxe- ganó numerosos reconocimientos cinematográficos.

## Carrera
Nacido en la ciudad de Córdoba en Argentina, Santiago Fillol comenzó sus estudios de Filosofía y letras y realizó la carrera de Realización Cinematográfica. En el año 2000 puso rumbo a Barcelona donde entró en la Universidad Pompeu Fabra, en la cual se doctoró en Comunicación audiovisual. Allí también ejerció como docente e investigador.
En el año 2005 comenzó a ser editor de revistas relacionadas con el cine, como es el caso de Intermedio. Además de dictar discursos en Universidades, escuelas de teatro o centros culturales. A esto hay que añadir la publicación esporádica de artículos culturales en diversos medios, tales como La Vanguardia.
Su carrera en el cine tomó diversos caminos. Santiago Fillol es un hombre polivalente por lo que ha realizado trabajos tanto de director, como guionista o productor. Su primera obra fue en 2009 como director y guionista con el largometraje Ich bin Enric Marco, película dirigida junto con Lucas Vermal. Ese mismo año dirigía el mediometraje Dormez-Vous?. 
En el 2014 produjo cuatro nuevas películas, sin entrar en guion ni dirección. En el 2016 comenzó la unión con Óliver Laxe, la cual dejó dos trabajos de guion con las películas Mimosas y Lo que arde, las cuales les han reportado un buen número de premios. En el 2020 Santiago Fillol volvió a embarcarse en una aventura como director y guionista en la película Matadero. Película rodada entre Argentina y Canarias y que es una adaptación de la obra de 1940 de Esteban Echevarría, la cual estuvo dentro del proyecto del Ministerio de Cultura y Deporte “10 Promising Spanish Projects in Development” organizado por ICAA.

## Filmografía
Intervino en los siguientes filmes:
Director:
- Ich bin Enric Marco (2009)
- Dormez-Vous? (2009)
- Matadero (2022)

Guionista:
- Mimosas (2016)
- O que arde (2019)
- Sirat (2025)

Productor:
- Monocigótico (2014)
- Un Jabalí (2014)
- Cazador (2014)
- El breve debut de Pili (2014)

## Premios y nominaciones
| premio                                                            | categoría             | resultado | película            |
| ----------------------------------------------------------------- | --------------------- | --------- | ------------------- |
| Premios Goya 2010                                                 | Mejor película        | Nominado  | Ich bin Enric Marco |
| Premios Goya 2010                                                 | Mejor guion           | Nominado  | Ich bin Enric Marco |
| Premios Goya 2010                                                 | Mejor dirección novel | Nominado  | Ich bin Enric Marco |
| Festival internacional de cinema de Mar de Plata, Argentina, 2019 | Mejor guion           | Ganador   | Lo que arde         |
| Premios Feroz 2020                                                | Mejor guion           | Nominado  | Lo que arde         |